# 鲍勃·宾宁
鲍勃·宾宁（英語：Bob Binning，1935年11月28日—2005年8月8日），新西兰男子击剑运动员。他曾代表新西兰参加1958年、1962年和1966年大英帝国和英联邦运动会击剑比赛，其中1962年大英帝国和英联邦运动会获得一枚铜牌。